# Kolokazija
Kolokazija (ljuštarica; lat. Colocasia), rod  kozlačevki iz tribusa Colocasieae, dio potporodice Aroideae. Pripadaju mu 12 vrsta malenih geofita rasprostranjenih od Indije na istok do Kine, Indokine i bornea
To su mali do divovski, kopneni ili helofitski geofiti, gomoljaste ili zračne stabljike; listovi peltasti s kolokazioidnim finim žilicama; spadiks s terminalnim sterilnim dodatkom, rijetko reduciran ili odsutan, muška i ženska zona odvojene užom zonom sterilnih cvjetova; cvjetovi jednospolni, perigon odsutan; muški cvijet više-manje krnji sinandrij. Od alokazije se razlikuje po parijetalnoj placentaciji, brojnim ovulama i uvijek cijelim lisnim plojkama.

## Vrste
1. Colocasia affinis Schott
2. Colocasia boyceana Gogoi & Borah
3. Colocasia dibangensis Gogoi & Borah
4. Colocasia esculenta (L.) Schott
5. Colocasia fallax Schott
6. Colocasia fontanesii Schott
7. Colocasia hassanii H.Ara
8. Colocasia kachinensis S.S.Zhou & J.T.Yin
9. Colocasia lihengiae C.L.Long & K.M.Liu
10. Colocasia mannii Hook.f.
11. Colocasia menglaensis J.T.Yin, H.Li & Z.F.Xu
12. Colocasia oresbia A.Hay

## Vanjske poveznice
|  | Zajednički poslužitelj ima još gradiva o temi Colocasia |
|  | Wikivrste imaju podatke o taksonu Colocasia             |